# St. Georg (Laubendorf)

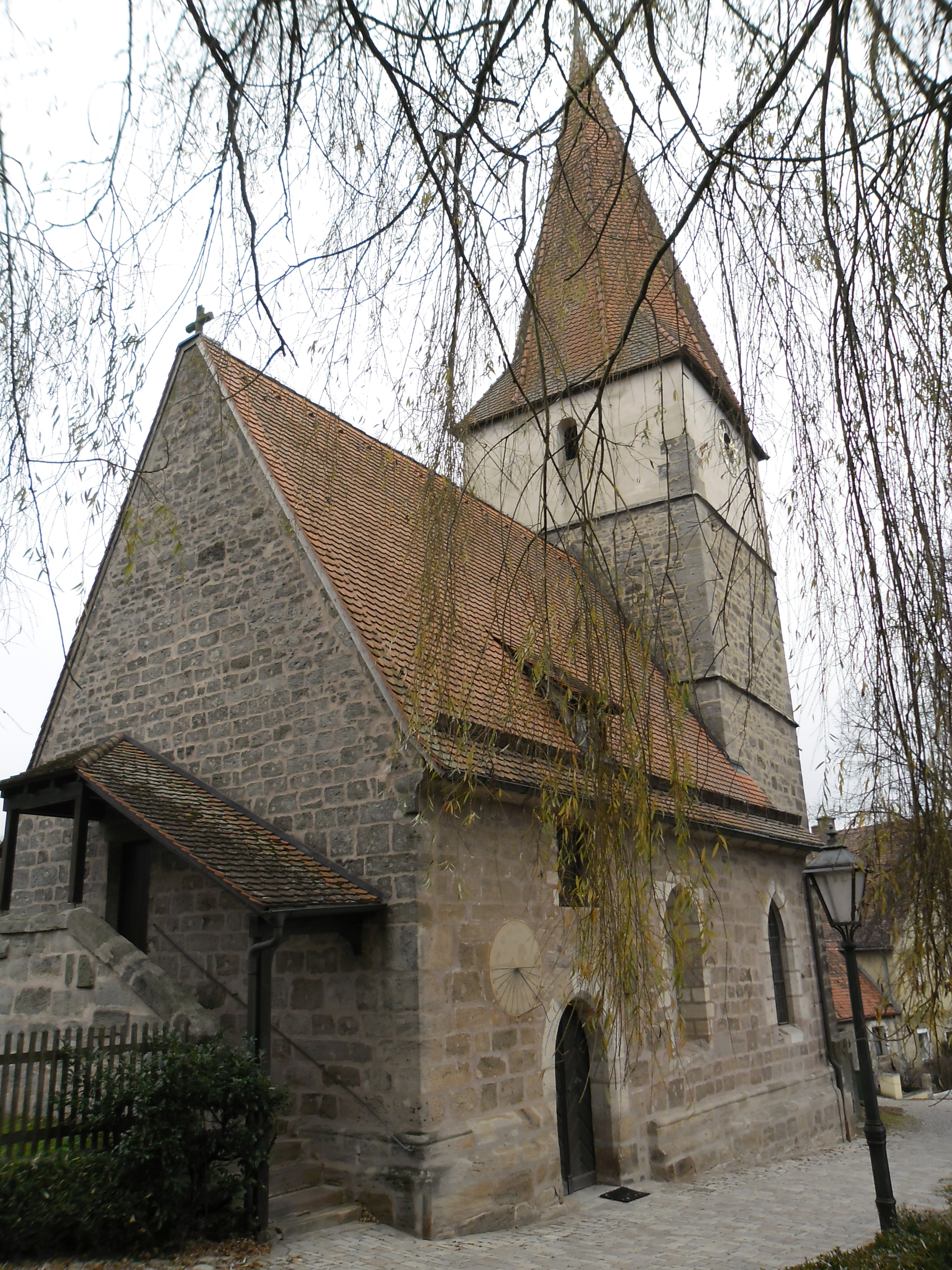
St. Georg (Laubendorf)

Die evangelische, denkmalgeschützte Pfarrkirche St. Georg steht in Laubendorf, einem Gemeindeteil der Stadt Langenzenn im Landkreis Fürth (Mittelfranken, Bayern). Das Bauwerk ist unter der Denkmalnummer D-5-73-120-85 als Baudenkmal in der Bayerischen Denkmalliste eingetragen. Die Kirchengemeinde gehört zur Trinitatiskirche in Langenzenn im Dekanat Fürth im Kirchenkreis Nürnberg der Evangelisch-Lutherischen Kirche in Bayern.

## Beschreibung
Die unteren Geschosse des Chorturms und das mit einem Satteldach bedeckte Langhaus der Saalkirche wurden um 1400 aus Quadermauerwerk erbaut. Um 1668 wurde der Chorturm um ein Geschoss aufgestockt, um die Turmuhr und den Glockenstuhl unterzubringen, und mit einem achtseitigen Knickhelm bedeckt. Der Chor, d. h. das Erdgeschoss des Chorturms, ist mit einem Kreuzrippengewölbe überspannt, der Innenraum des Langhauses mit einer Flachdecke. Bei einer Renovierung 1936 wurden Wandmalereien aus der Mitte des 15. Jahrhunderts entdeckt. Das Sakramentshaus stammt aus dem frühen 15. Jahrhundert, der Altar aus dem 2. Viertel des 18. Jahrhunderts. Die Kanzel ist von 1688 und das Taufbecken wird auf 1699 datiert. Die Orgel mit 7 Registern, einem Manual und Pedal wurde 1891 von Johannes Strebel gebaut.